# Reschenpass
Reschenpass (en italiano: Passo di Resia) es un puerto de montaña (1504 m) en la cadena montañosa de los Alpes, que conecta el valle del río Eno en el noroeste con el valle de Venosta, en el sureste. Desde 1919, la frontera entre Austria e Italia se encuentra allí, además de en el Paso del Brennero hacia el este.

## Galería

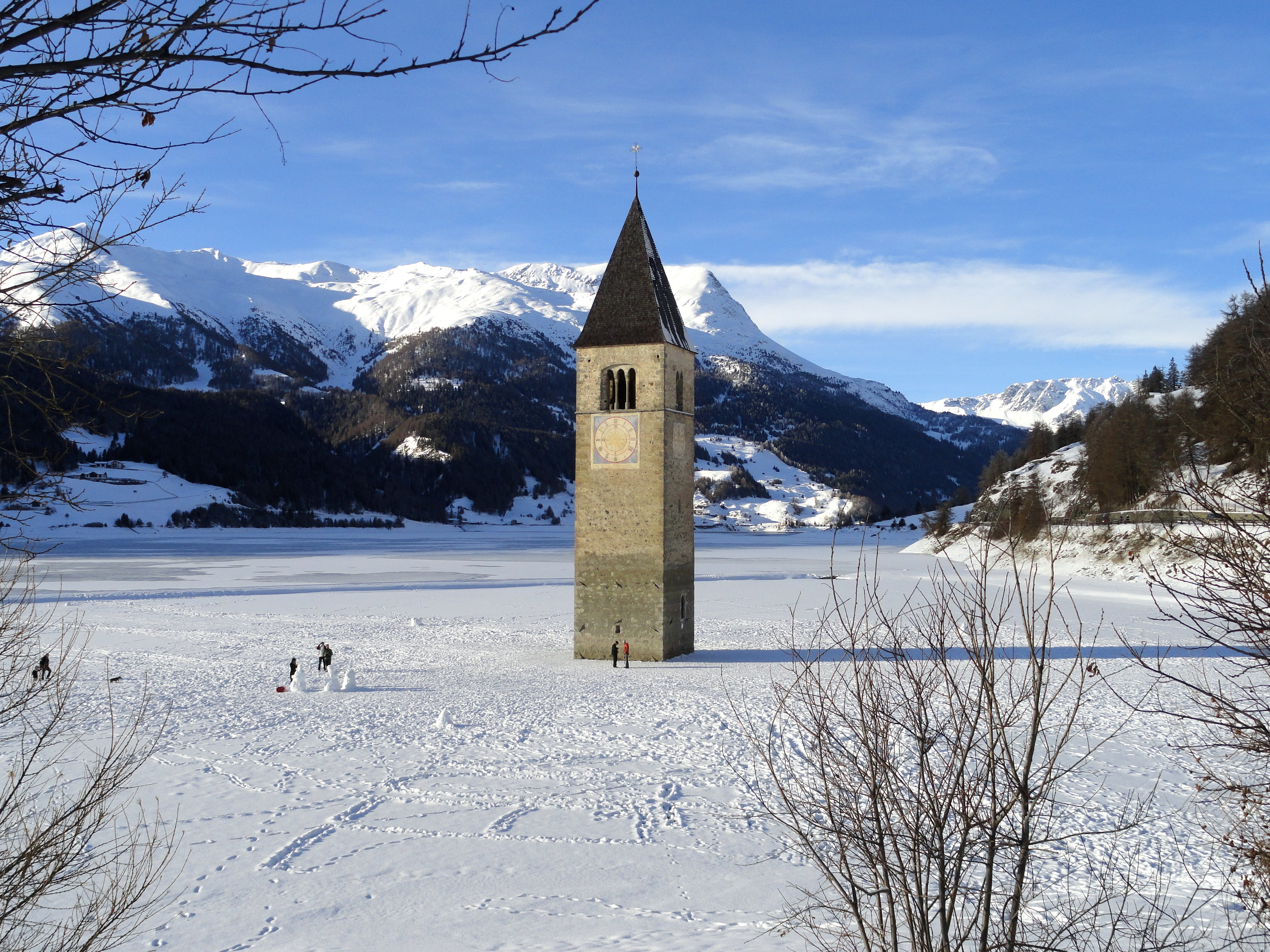
El campanario en invierno.
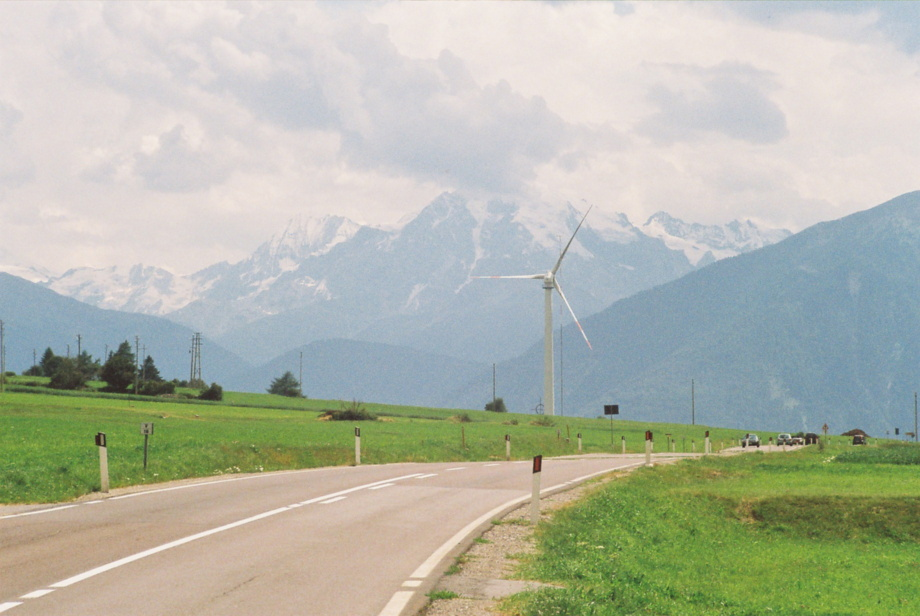
Aerogenerador en el puerto de montaña en Val Venosta (Tirol del Sur).